# Força Árabe de Dissuasão
A Força Árabe de Dissuasão foi uma força de manutenção da paz internacional criada pela Liga Árabe na Cúpula de Ríade de 17 a 18 de outubro de 1976, com o comparecimento somente dos chefes de Estado do Egito, do Kuwait, do Líbano, da Arábia Saudita e da Síria. Decidiu transformar a "simbólica" Força de Segurança Árabe na Força Árabe de Dissuasão. Uma semana depois, as conclusões da Cimeira de Ríade foram endossadas e implementadas pela  Liga Árabe na Cimeira do Cairo em 25-26 de outubro de 1976. 
À medida que a Guerra Civil Libanesa se intensificou em 1976, a Liga Árabe criou uma força de intervenção composta quase inteiramente de forças sírias com contribuições simbólicas de outros Estados árabes, incluindo o Sudão, a Arábia Saudita e a Líbia. Embora nominalmente presente a pedido do governo do Líbano, a força esteve sob o comando direto da Síria. A Força Árabe de Dissuasão inicialmente consistia de 30.000 soldados, dos quais 25.000 eram fornecidos pela Síria. Na primavera de 1979, depois que a Liga Árabe havia prorrogado o mandato da Força Árabe de Dissuasão, as tropas sudanesas, sauditas e dos Emirados Árabes Unidos partiram do Líbano, as tropas líbias foram essencialmente abandonadas e tiveram de encontrar seu próprio caminho para casa (se aplicável), e a Força Árabe de Dissuasão transformou-se assim numa força puramente síria (que incluiu o Exército de Libertação da Palestina (ELP).
O mandato da Força Árabe de Dissuasão deveria dissuadir as partes em conflito de recorrerem novamente a conflitos, incluindo tarefas de manter o cessar-fogo, recolher armas pesadas e apoiar o governo libanês na manutenção da sua autoridade.
Um ano depois de Israel ter invadido e ocupado o sul do Líbano durante a Guerra do Líbano de 1982, o governo libanês não conseguiu prorrogar o mandato da Força Árabe de Dissuasão, terminando efetivamente sua existência, embora não a presença militar síria ou israelense no Líbano. Posteriormente a presença síria tornaria-se conhecida como ocupação síria do Líbano.